# 죽음 (타로)

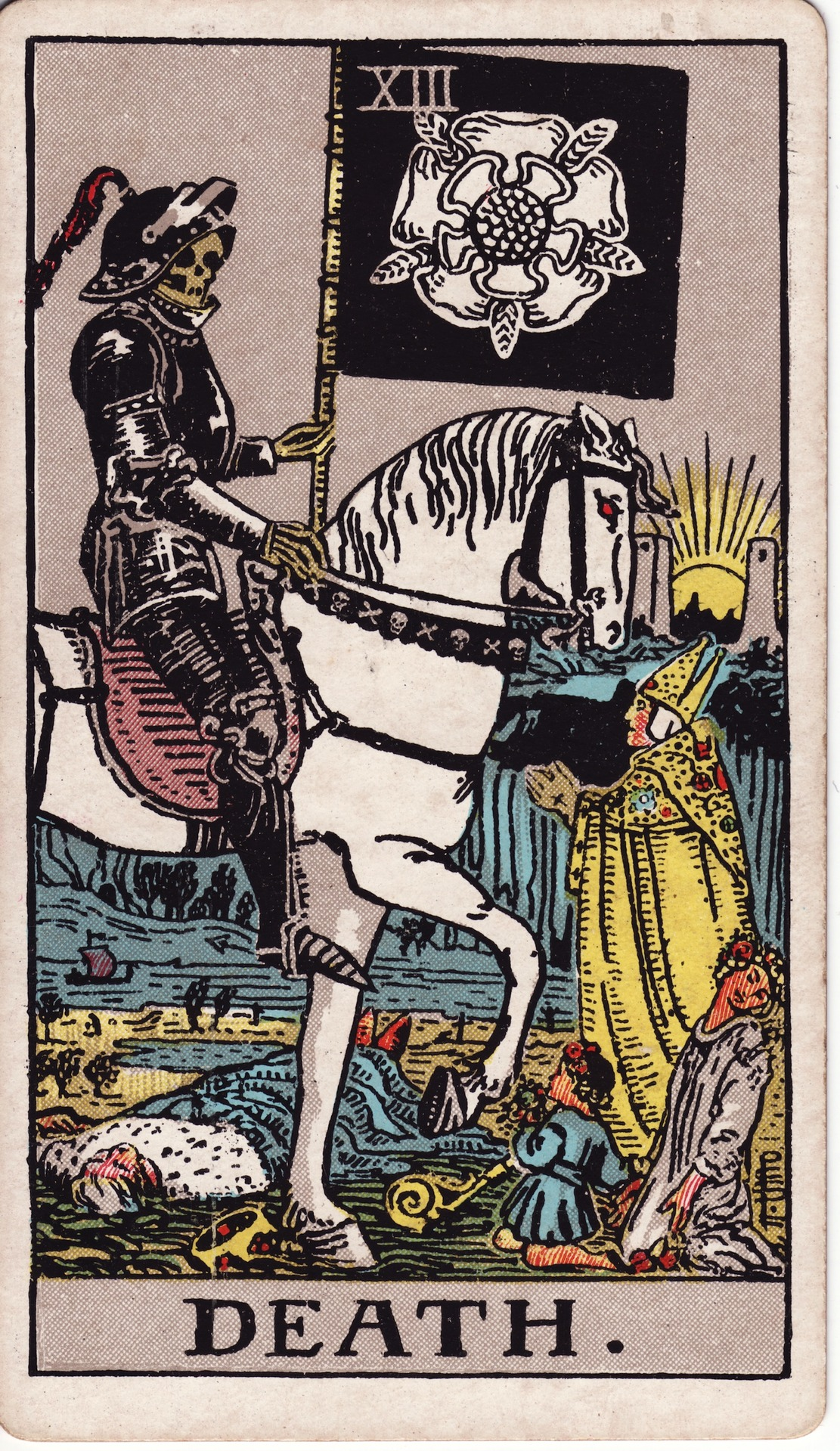
웨이트판 타로의 죽음

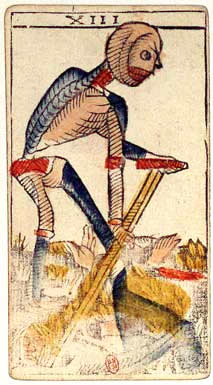
마르세유판 타로의 죽음

죽음(프랑스어: La Mort)은 타로의 메이저 아르카나에 속하는 카드의 1매다. 의인화되어 사신(死神)으로 불리는 경우도 있다. 메이저 아르카나의 22매의 카드 중에서도 직접적으로 죽음을 취급하고 연상시키는 카드이기 때문에 전통적으로 불길하다 여겨져 마르세유판 타로 이후 죽음을 의미하는 단어를 기재하지 않고 무기명으로 하는 경우가 있다.
덧붙여 카드 번호는 13으로, 이 숫자는 크리스트교의 영향으로 특히 서양에서 불길한 숫자다.

## 카드의 의미
정위치의 의미
정위치의 의미 : 변환 & 순환(transformation & change), 종말, 종국, 파멸, 새로운 시작, 이산, 청산, 결착, 죽음 & 재생(rebirth)
역위치의 의미
역위치의 의미 : 재시작, 신전개, 상승, 좌절에서 회복.
아서 에드워드 웨이트의 타로 도해의 해설에서는 정지·손실·죽음과 재생을 의미한다고 여겨진다.

## 카발라와의 관계
히브리 문자는 (נ), 다만 그 밖에도 복수의 이설이 있다. 황금의 새벽단의 설에서는 티파레트와 네트크를 결합하는 경에 관련지었다.

## 점성술과의 대응 관계
이하와 같은 제설이 있다.
- 별자리：백양궁설, 금우궁설, 천헐궁설[3], 마갈궁설, 보병궁설
- 행성：토성설, 화성+토성+명왕성설[4]

## 우화의 해석
마르세유판에 그려진 죽음에서는 다른 카드와 같은 하부의 명칭란이 설치되지 않고, 그대로 무기명으로 하거나 카드의 측부에 DEATH 등으로 기재하는 등의 조치가 취해졌다. 전통적으로 많은 디자인에서는 낫을 쥔 죽음의 신 (추상적인 죽음을 의인화한 것)으로 여겨지지만, 이것은 신화나 이야기 등에서 특정의 인물이나 장면을 모티프로서 채용한 것은 아니다.
웨이트판 타로에 그려져 있는 죽음의 신은 전통적인 도안으로부터 대담하게 개편되었지만, 이것은 웨이트의 독창이 아니고, 15세기의 잭 맨 그란고누르판의 죽음의 신은 낫은 아니고 군기를 손에 넣어, 말을 타고, 사신이 가는 곳마다 사람들의 영혼을 베어 내는 죽음의 행군의 모습이 그려져 역병의 유행을 연상시키는 그림이다. 웨이트판에서는 이 구도를 채용해, 한층 더 갑옷을 덮어 씌우고, 요한의 묵시록에 등장하는 4기사를 등장시켰다.
마르세유판에 그려진 죽음은 마르세유판 타로의 메이저 아르카나에 일원이 되는 여러 종류의 카드를 모티프로서 채용했다. 우선, 큰낫을 가진 불길한 해골과 같은 인물은 자세나 막대 모양의 물체 (낫의 모양) 등의 구도에서 대 아르카나의 바보에서 나왔다고 여겨진다. 사실, 바보는 특정 숫자를 가지지 않는데 비해 죽음은 특정 이름을 가지지 않는다. 또, 암흑의 대지 (이른바 사후의 세계란 뜻)에 산란하는 손이나 다리에 섞여 여성의 머리 부분과 왕관을 쓴 남성의 머리 부분이 그려져 있다. 남성의 모티프는 전차에 등장하는 젊은 왕으로 여겨진다 (여성에 대해서는 남성에 비해 상징적인 정보가 적어 설도 많이 존재해, 공통의 설로서 대립물의 상징이라고 여겨진다).
이들이 의미하는 것은 12번의 매달린 남자에 현상의 변용이 구할 수 있던 인물의 내면에서의 자기 변혁의 단계를 그린 구도이며, 전차로서 행동을 일으켰을 때의 관념 (머리)도, 서는 것 (다리)도, 활동 (손)도, 이미 현단계에서는 의미를 가지지 않고, 전진을 위해서는 한 번 뿔뿔이 흩어져 파괴되는 것이 필요함을 나타내고 있다. 게다가 해골은 성별을 판단하기 어려운 특성에서 남녀한몸적으로 해석되어 세계에 그려진 "완벽한 존재"에 가까운 이 상징이 바보에 비해 죽음이 세계에 가까워진 것을 나타내고 있다. 고로, 낫을 휘두르는 것은 내면적 변혁을 재촉하는 입장에 있는 해골인 것이다.
해골의 한쪽 발은 대지에 꽂힌 상태로 그려져 그 자리에서 회전하고 있는 상태를 나타내고 있다. 회전, 즉 나선은 "죽음의 본질은 나선을 그리면서 변용해 나간다"와 동시에 "죽음은 변화인 것과 동시에 정지다"라는 암시를 주어 알레이스터 크로울리가 디자인 감수를 실시한 토트 타로 등의 일부의 덱에서는 큰낫을 휘두르면서 빙글빙글 죽음의 춤을 추는 사신의 모습이 그려져 있다. 플레잉 카드의 조커가 바뀌어 죽음의 신이 되어, 한층 더 이후의 패가 만들어졌다는 설이 있다.

## 참고 문헌
- 사리 니컬스『융과 타로』ISBN 4-7835-1183-7
- 알프레드 더글라스『타로』ISBN 4-3092-2428-8
- 리즈미 류이치『타로 대전』ISBN 4-3140-0964-0

## 같이 보기
- 13 공포증
- 13일의 금요일
- 죽음의 무도